# Cleistocactus viridiflorus
Cleistocactus viridiflorus es una especie de planta suculenta perteneciente al género Cleistocactus, dentro de la familia Cactaceae. Es endémica de Bolivia.

## Descripción

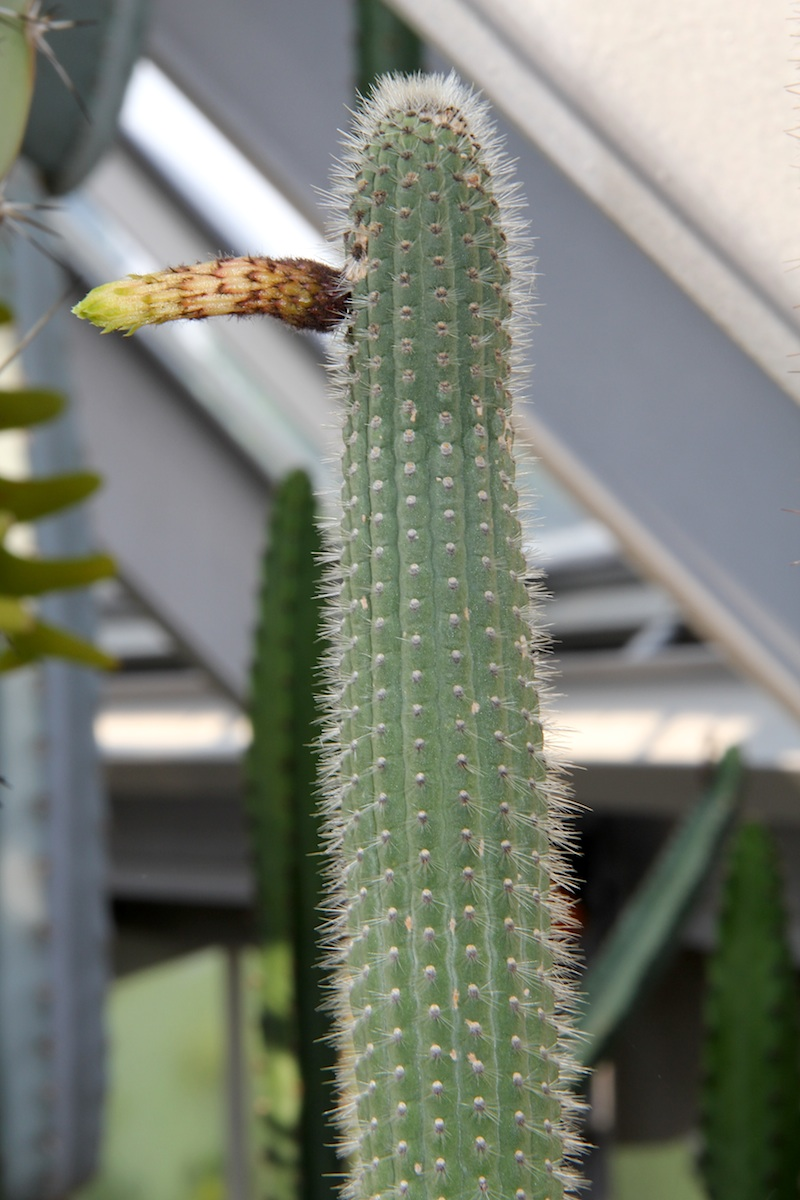
Tallo en flor

Cleistocactus viridiflorus es una especie de cactus que crece de forma arbustiva, con tallos verdes que se ramifican en la base. Alcanza alturas de 2 a 3 m y diámetros de 1,5 a 4 cm.       
Presenta entre 14 y 19 costillas ligeramente onduladas sobre las que se asientan areolas muy juntas unas de otras. En ellas se distinguen espinas centrales de forma acicular y erectas, que miden aproximadamente 10 mm de largo y son de color blanco amarillento a amarillo. También hay aproximadamente 20 espinas radiales de color blanco ligeramente salientes, que miden entre 5 y 7 mm de largo.       
Las flores son rectas, tubulares y de color verde a blanco o amarillo verdoso. Miden entre 3 y 3,5 cm de largo y al igual que la mayoría de las especies del género, las flores apenas se abren. 
Los frutos son de color verde claro.

## Distribución y hábitat
El área de distribución nativa de esta especie es Bolivia (concretamente en el departamento de La Paz) y crece principalmente en el bioma desértico o de matorral seco.

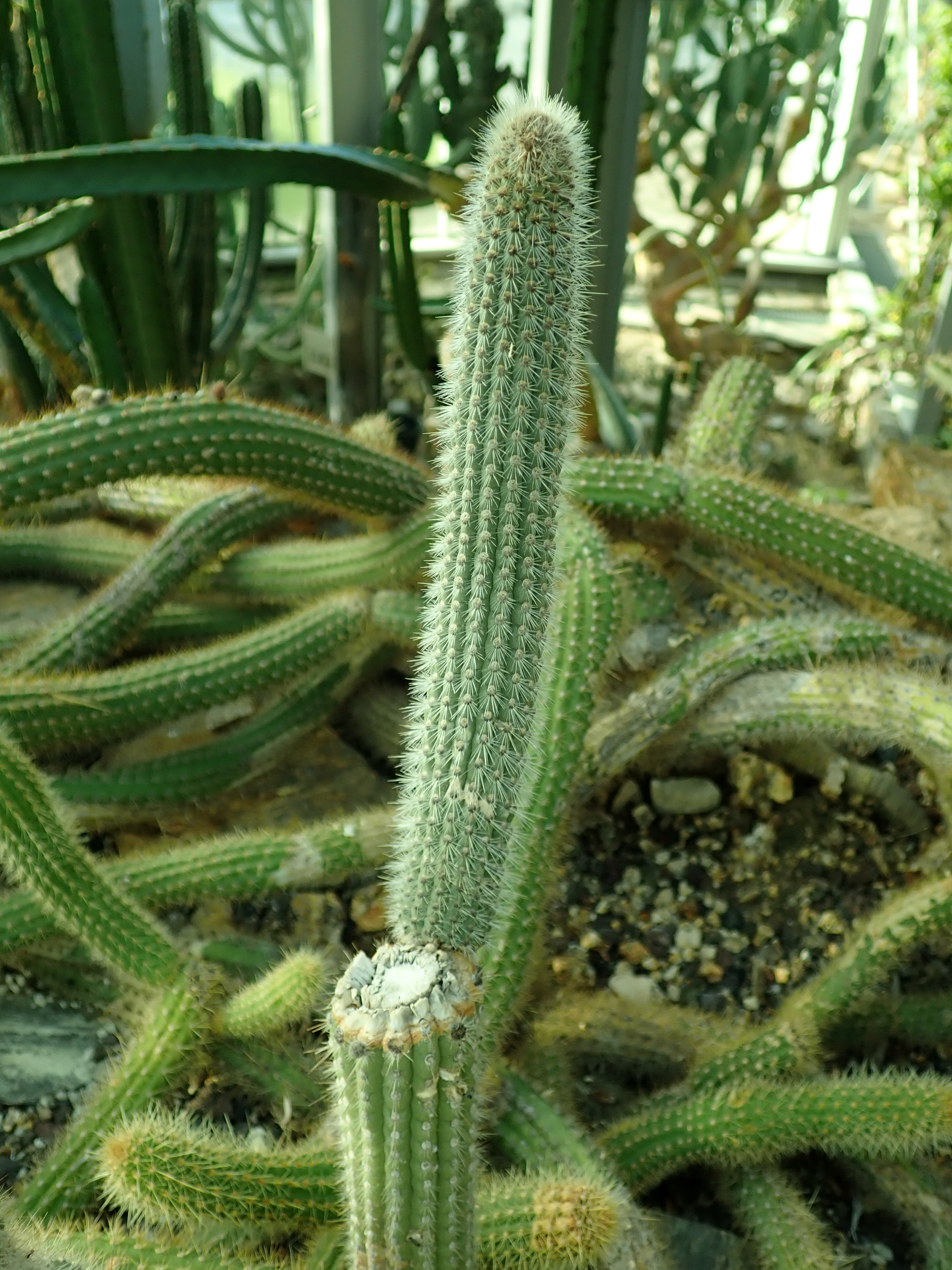
Vista de la planta

## Taxonomía
Cleistocactus viridiflorus fue descrita el botánico alemán Curt Backeberg y publicada por primera vez en el libro Descriptiones Cactacearum Novarum 3: 5 en el año 1963.
Etimología
- Cleistocactus: nombre genérico que deriva de la combinación de la palabra griega kleistos (que significa cerrado), y cactus (término latino que alude a las plantas del género Cactaceae), haciendo referencias a que son "cactus con flores cerradas", ya que en algunas especies apenas se abren y parecen estar cerradas.
- viridiflorus: epíteto específico que deriva de las palabras latinas viridis (que significa "verde") y florus (que significa "flor" o "florido"), haciendo referencia al color verde de las flores de esta especie.[3]

## Estado de conservación
En la Lista Roja de Especies Amenazadas de la UICN, la especie está clasificada como de “Datos Insuficientes (DD)”.

## Usos
Se cultiva principalmente como planta ornamental y su propagación se realiza a través de esquejes o semillas.